# Нурабад (Лурестан)
Нурабад (перс. نورآباد) — місто на заході Ірану, у провінції Лурестан, адміністративний центр шахрестану Нурабад. 

## Розташування
Розташоване на відстані приблизно 80 кілометрів на північний захід від Хорремабаду, адміністративного центру провінції.
Місто знаходиться в центральній частині Загросу, у мальовничій гірській місцевості, на висоті 1 848 метрів над рівнем моря. Нурабад входить в першу п'ятірку найвисокогірніших міст Ірану.
За 10 кілометрів на південний захід від міста знаходиться археологічний пам'ятник Baba Jan, що відноситься до першого тисячоліття до н.е.

## Населення
Більшість населення міста складає народ лакі (не плутати з лакцями, народом в Дагестані). Люди тут розмовляють мовою лакі, яка є однією з найбільш переважаючих і важливих мов на заході Ірану.
У 2006 році населення становило 56 404 особи.
| 1986   | 1991   | 1996   | 2006   |
| ------ | ------ | ------ | ------ |
| 29 188 | 40 000 | 49 173 | 56 404 |